# Aporé (ort)
Aporé är en ort i Brasilien.   Den ligger i kommunen Aporé och delstaten Goiás, i den södra delen av landet, 500 km sydväst om huvudstaden Brasília. Aporé ligger 537 meter över havet och antalet invånare är 3 554.
Terrängen runt Aporé är platt. Runt Aporé är det glesbefolkat, med 13 invånare per kvadratkilometer.. Det finns inga andra samhällen i närheten.
Omgivningarna runt Aporé är huvudsakligen savann.